# La finta parigina
La finta parigina (La parisina fingida) es una ópera bufa en tres actos con música de Domenico Cimarosa y libreto mayoritariamente en italiano (aunque hay algo de francés) de Francesco Cerlone. Se estrenó en el Teatro Nuovo de Nápoles, Italia en el carnaval de 1773.
La finta parigina se compuso para el Carnaval de 1773 y, aunque la fecha exacta del estreno se desconoce, se representó durante el Carnaval de aquel año. Es la segunda de las 68 óperas que Cimarosa compuso y está escrita en el entonces popular estilo de la ópera cómica napolitana. Este estilo de comedia se basa principalmente en actores de carácter con personajes a menudo estrafalarios y excéntricos. El libreto de Cerlone está lleno de juegos de palabras y otros chistes lingüísticos. El dialecto de la ópera también se escribió con una afectación cómica que habría sido muy entretenido para el público original de la ópera. La música de Cimarosa también enfatiza la naturaleza cómica del idioma y de la trama. Por ejemplo, construye una escena de un duelo en bromas a través un recitativo acompañado instrumentalmente, sus líneas cantabile gradualmente desarrollándose hasta un conjunto. La ópera fue bien recibida en su estreno y aún se repone alguna vez.